# Патологічна анатомія
Патологічна анатомія (розмовне патанатомія) — клінічний розділ медицини, що вивчає основи патологічних процесів в організмі людини з метою встановлення діагнозу та / або причини смерті. Підрозділом патологічної анатомії є патоморфологія, яка вивчає як загальні патологічні зміни органів і тканин під дією загальних факторів (запалення, травма тощо), так і їхні особливості при окремих хворобах.

## Медична спеціальність
Патологоана́том (застаріле — прозе́ктор) — фахівець, що спеціалізується в галузі патологічної анатомії, який вивчає патологічні стани, процеси та хвороби зокрема, та встановлює патологоанатомічний діагноз за допомогою дослідження макро- та мікроскопічних змін, що виникають у клітинах і тканинах органів та систем органів організму людини (патоморфологічні зміни, що об'єднують поняттям «патоморфологія»).
Вважається однією з основних медичних дисциплін та є обов'язковою дисципліною для вивчення в медичних та ветеринарних вищих навчальних закладах. У країнах Європи та США використовують поняття «патологія» (pathology) та, відповідно, «патолог» (pathologist), що об'єднують патологічну анатомію та патологічну фізіологію.
Наказом Міністерства охорони здоров'я України № 359 від 19.12.97"Номенклатура лікарських спеціальностей" п. 80 затверджено спеціальність «Патологічна анатомія», п. 32 — «Дитяча патологічна анатомія». Неофіційним днем патологоанатома вважається 22 березня, Національна академія медичних наук України визнає цей день.

## Завдання патологічної анатомії
Значення патологічної анатомії як клінічної дисципліни полягає у вивченні структурних змін при хворобі, а також специфічних ознак певних патологічних процесів. Вважається фундаментальною медичною наукою, але перебуває на стику теорії медицини та практичної діяльності.
Основні завдання патологічної анатомії:
- виявлення морфологічних змін при хворобах в органах, тканинах, клітинах;
- визначення етіології патологічних змін та умов їх розвитку;
- вивчення патоморфологічних механізмів та динаміки патологічних змін (патогенезу);
- характеристика морфологічної картини хвороби (опис макро- та мікроскопічних змін); проведення порівняння морфологічних змін з результатами клінічних, біохімічних, патофізіологічних досліджень;
- патоморфологічне вивчення виникнення ускладнень та наслідків захворювання;
- прижиттєва та посмертна діагностика захворювань за допомогою морфологічного методу.

Патологоанатом є повноправним учасником діагностики. Завдяки висновкам патоморфологічних досліджень фахівця з патологічної анатомії, особистий лікар у деяких випадках визначає тактику ведення пацієнта та прогноз захворювання.

## Об'єкти та методи дослідження
Об'єктами дослідження є матеріали аутопсії від померлих внаслідок захворювання; матеріали, що було отримано від хворої людини (біопсійний матеріал, субстрати, видалені під час оперативних втручань, продукти секреції людини, біологічні рідини), а також експериментальний матеріал.
Основним методом дослідження патологічної анатомії вважається морфологічний, який розділяється на макроморфологічний та мікроморфологічний (мікроскопічний). Першим етапом морфологічного аналізу є візуальне дослідження та детальний опис тіла, органа або частини органа. Дослідження за допомогою лупи також прийнято відносити до макроморфологічного методу.
Загальноприйнята методика включає певний порядок макроскопічного дослідження за наступними параметрами:
1. Локалізація органу або процесу.
2. Розміри.
3. Конфігурація.
4. Консистенція та колір.
5. Відбір матеріалу для мікроморфологічного дослідження.

Існує кілька методів проведення аутопсії, що використовуються в залежності від конкретної ситуації. Результати розтину фіксуються у формі первинної облікової документації (в Україні — № 013/о «Протокол патолого-анатомічного дослідження №__», затвердженої Наказом Міністерства охорони здоров'я України від 14.02.2012  № 110).
Специфічними мікроморфологічними методиками є дослідження зрізів тканин та біопсійного матеріалу. Біопсія — взяття біологічного матеріалу для мікроскопічного дослідження з метою діагностики, спостереження за динамікою патологічних змін та оцінки впливу лікувальних заходів. Вид біопсії залежить від способу отримання матеріалу — пункційна, ендоскопічна, через розріз, аспіраційна. Матеріали аутопсії та біопсії підлягають мікроскопічному дослідженню. З метою виявлення різних клітинних структур необхідно приготувати гістологічний препарат. Гістологічний препарат — це пофарбований зріз тканин у прозорій рідині (бальзам, полістерол) між предметним та покривним скельцями. Розрізняють світлову та електронну мікроскопію.
У патологічній анатомії також використовуються гістохімічні та гістоферментохімічні методи, що дозволяють простежити та зробити оцінку процесів метаболізму, локалізацію та активність ферментів і гормонів, проаналізувати особливості окисно-відновних процесів. Для гістохімічних досліджень використовують зрізи свіжозаморожених тканин, приготовані в кріостаті, що дозволяє зберегти прижиттєву локалізацію тієї чи іншої хімічної сполуки. Цитологічне дослідження мазків, відбитків тканин, біоптатів дозволяє дати попередній діагноз протягом 20-30 хвилин. Розвиток імунології, генетики, біохімії, біоінженерії призвели до подальшого удосконалення методичного арсеналу патолога та широкого використання молекулярно-біологічних методик. Важливим методом у патологічній анатомії вважається експеримент, що дозволяє моделювати на тваринах патологічні процеси та хвороби.

## Розділи патологічної анатомії
Патологічна анатомія складається із загальної, спеціальної та практичної частин:
- загальна частина вивчає морфофункціональні основи загальнопатологічних типових процесів;
- спеціальна частина займається дослідженням змін в організмі при певних хворобах;
- патологоанатомічна практика включає організацію патологоанатомічної служби та практичну діяльність патологоанатома.

Розділ загальної патологічної анатомії дає морфологічну характеристику закономірностей розвитку патологічних змін незалежно від локалізації процесу та етіологічного фактора (порушення крово- та лімфообігу, дистрофія, запалення, неопластична прогресія, некроз, імунні реакції тощо). Спеціальна патологічна анатомія вивчає та пояснює морфологічні зміни та патогенез при окремих захворюваннях (туберкульоз, сифіліс, лейкоз, ревматизм, гострий інфаркт міокарда тощо). Патологоанатомічна практика передбачає нормативно-правове забезпечення практичної діяльності патологоанатома згідно з чинним законодавством.

## Розвиток патологічної анатомії
Спочатку джерелом патологоанатомічних спостережень був опис будови органів при поодиноких розтинах. Першим хірургом та анатомом в Європі, який застосував аутопсію, був представник александрійської школи Герофіл (III століття до н. е.). Вважається, що він та його учень Ерасістрат проводили вівісекцію — розтин живих людей, злочинців, засуджених до страти. Проводячи розтини, Герофіл вперше вивчив синусовий стік (лат. torcular Herophili), де сходяться всі судини потиличної частини голови. Він залишив найточніші для свого часу описи чоловічих і жіночих статевих органів. Роботи Герофіла та Ерасістрата не збереглися, але римський вчений Авл Корнелій Цельс описав техніку вівісекцій александрійських лікарів.
Протягом епохи Середньовіччя кількість розтинів померлих від хвороб була досить обмеженою, що гальмувало розвиток наукових знань про морфологічні зміни, які спричинюють захворювання. Так англійський лікар і природознавець Вільям Гарвей (1578—1657) віддавав перевагу дослідженню тіла однієї людини, померлої внаслідок захворювання, над розтином десяти трупів людей, що були повішені. За основу періодизації становлення патологічної анатомії як наукової дисципліни, покладено провідні методи морфологічного дослідження патологічних процесів.
Історія розвитку патологічної анатомії включає три етапи:
- макроморфологічний (XVI—XVIII століття),
- мікроскопічний (XIX сторіччя—перша половина XX століття),
- молекулярно-біологічний (з середини XX століття).

Відомим є вислів Парацельса: 
|  | Першим вчителем у медицині є тіло та матерія природи. Вони навчають та показують: по них можна вивчати, у них навчатися, але навчатися у самого себе ти не можеш, тому що твоя власна фантазія є тільки викривленням істини… Не із умоглядних теорій повинна виникати практична медицина, а із практики повинна виходити теорія. Читання книг ще нікого не зробила лікарем, його створює практика і тільки вона. Адже одне лиш читання — це лавочка і віночок практики. Твоїми викладачами мають бути очі досліду. |

1507 року вийшов у світ перший відомий патологоанатомічний трактат Антоніо Бенев'ені «De abditis nanniellis as miranlis morborum et sarationum causis». Автор описав до 170 різноманітних патологічних змін після проведення 20 аутопсій.
Італійський патологоанатом Джовані Батиста Морганьї (1682—1771) вперше обґрунтував значення патологічної анатомії у формуванні клінічного мислення лікаря. «Якщо іменем Морганьї назвати всі описані зміни в окремих органах, то більшу третину людського тіла необхідно було б назвати його іменем» — зазначав італієць Пуччиноті. Джовані Батиста Морганьї описав морфологічні ознаки сифілітичного ураження шкіри, кісток, печінки, головного мозку, цирозу печінки і жовтої дистрофії печінки, опеченіння легені, туберкульозу легень, структурні прояви пошкодження серця та ендокарду при грудній жабі, головного мозку при апоплексії внаслідок ураження судин, відмінності тромбу від посмертного згустку, напади епілепсії, що зумовлені аритмією.
Карл фон Рокітанські (1804—1878) вперше зробив морфологічний опис перфорації при виразці шлунку, стенозу кишки, спонтанного розриву аорти, природжених дефектів серця. Він розглядав патологічний процес як прояв загального захворювання, а причиною патологічних змін — порушення хімічного складу рідин організму — дискразію. Тритомна праця Карла Рокітанські «Керівництво патологічної анатомії» («Handbuch der speciellen pathologi-schen Anatomie») сприяла відокремленню патологічній анатомії в окрему науку.
Німецький патолог Рудольф Вірхов (1821—1902) застосував структурний принцип побудови організму та зробив висновок, що існування окремого організму — це сума життів автономних клітинних територій, а матеріальною першопричиною хвороби є ушкодження клітин. Теорію Вірхова прийнято вважати клітинною. Основні наукові положення клітинної патології Вірхов виклав у заснованому ним разом із Бенно Рейнхардом журналі «Archiv für pathol. Anatomie u. Physiologie u. für klin. Medicin», який відомий як Вірховський архів, має всесвітнє визнання і видається до нашого часу. Вірхов вперше описав патологічну анатомію запалення, емболії, тромбозу, флебіту, лейкемії, амілоїдозу жирової дистрофії, туберкульозу, системного червоного вовчака, використовуючи мікроскопічний метод. Значну увагу Вірхов приділяв методології викладання патологічної анатомії, методиці розтину, загальній організації прозекторської справи, історії медицини. Понад 100 його наукових праць присвячені характеристиці та патогенезу, термінології та класифікації загальних патологічних процесів і найважливіших захворювань людини. Учнями Вірхова були Фридрих фон Реклінгаузен, Йога́нн Орт та Юліус Фрідрих Конге́йм. До берлінської школи також належали Отто Любарш, Карл Вейгерт (розробив методи пофарбування зрізів тканин), Ейген Альбрехт (описав відхилення від нормальної будови тканин, які визначаються переважно мікроскопічно — хористії та гамартії), Роберт Реслі (автор концепції «раку в рубці»), Людвиг Ашофф (очолив кафедру патологічної анатомії в університеті Фрейбургу (Баден).
Історія формування української патологоанатомічної школи сягає створення центрів наукового прогресу в Університетах на теренах Східної Європи, перш за все Львівського (20 січня 1661), тепер Львівський національний університет імені Івана Франка; Харківського Імператорського (17 листопада 1804), тепер Харківський національний університет імені Василя Назаровича Каразіна; Київського Святого Володимира (8 листопада 1833). тепер Київський національний університет імені Тараса Шевченка; Імператорського Новоросійського (1 травня 1865), тепер Одеський національний університет імені І. І. Мечникова. Першою кафедрою патологічної анатомії в Російській імперії була створена кафедра саме в Україні, в університеті Святого Володимира в Києві (1845 р.). Її очолив учень Миколи Пирогова М. І. Козлов.
Засновниками вітчизняної патологоанатомічної школи вважаються Ергард Христиіан Егіді та Данило Самійлович Самойлович. Е. Х. Егіді був лікарем Ізюмського прикордонного шпиталю. Під час бойових дій між Росією та Австрією проти Османської імперії (1737-39 рр.) виконав 7 розтинів трупів хворих, померлих від чуми. В 1770 році чума набула характеру епідемії і охопила більшість міст Право- і Лівобережної України. Князь Г. О. Потьомкин запросив до Харкова Самойловича — одного з засновників епідеміології. Той головним завданням аутопсії вбачав з'ясувати «… де знаходиться смертельна отрута в тілі людини». Основною причиною смерті від чуми Самойлович вважав ушкодження серця. Результати його досліджень викладені в першій наукової праці присвяченій патологічній анатомії чуми «Краткое описание микроскопических изсследованій о существе яду язвенного, которые проводилъ въ Кременчуге Данило Самойлович».

### Львівська школа патологічної анатомії
Значний вклад у розвиток вітчизняної школи патологічної анатомії вніс Павло Кондіїді (1710—1760). Він запровадив участь учнів медичних шкіл у патологоанатомічних розтинах. Професор Андрій Обжут (1851—1910) у 1896—1910 рр. завідував кафедрою патологічної анатомії Львівського медичного університету, заснував архів патологоанатомічних розтинів, який зберігається і доповнюється, незважаючи на зміни влади та військові перипетії до нашого часу, автор наукових публікацій — «Про участь крові у виникненні запального процесу» (1887); «Про гігантські клітини у запальних інфільтратах і деяких пухлинах» (1887); «Про гістологію хвороби Брайта»; «Призначення патологічної медицини для медицини» (1897); «Нові дані про гістологію амілоїдного переродження» (1900). Сумісно зі своїм учителем видав "Підручник з патологічної анатомії (1901). Вагомий внесок у вдосконалення викладання патологічної анатомії у Львівському медичному університеті належить таким визначним вченим як З. Дмоховський, В. Новицький, З. Альбертт, (Лука) Войно-Ясенецький, Є. Г. Пальчевський,

### Харківська школа
Один зі старіших університетів Східної Європи — Харківський Імператорський був відкритий 17 січня (29 січня за новим стилем) 1805. Яскравими представниками харківської патологоанатомічної школи були Д. Ф. Лямбль, В. П. Крилов, М. Ф. Мельникова-Розвєдєнков, Г. Є. Земан, А. І. Струков, Г. Л. Дерман і А. Ф. Яковцова. Душан Федорович Лямбль (1824—1895 року викладав нормальну і патологічну анатомію в Харківському університеті з 1860 до 1871 року, далі працював в Києві. Описав джгутикові найпростіші збудників лямбліозу — Lamblia intestinalis, у співавторстві із Йозефом фон Лешнером опублікував німецькою «Спостереження і дослідження в області патологічної анатомії і гістології» (Beobachtungen und Studien aus dem Gebiete der pathologischen Anatomie und Histologie), на його честь названі «лямблівські ворсинки» — симптом пізньої фази абактеріального ендокардиту, описаний в статті «Papillare exkreszenzen an der semilunar-klappe der aorta», (1856). З 1871 році кафедру патологічної анатомії упродовж року очолював професор загальної патології І. М. Оболенський, а в 1872 році — Крилов Володимир Платонович (1841—1906). В. П. Крилов вивчав патологічну анатомію сифілітичного ураження легень, трихінельозу та чуми, вважається засновником вчення про антропометрію і типи тілобудови.
Микола Федотович Мельников-Разведенков (1866—1937) вивчав патологічну анатомію сибірки, актиномікозу, відкрив новий метод консервування мікропрепаратів зі збереженням забарвлення, обґрунтував доцільність застосування методик Кайзерлінга, Піка і Йореса. Його метод був базовим при бальзамуванні тіла В. І. Леніна. Автор робіт «Практичний курс патологічної гістології» (1909, 1916), «Актиномікоз центральної нервової системи» (1930), «Патогістологія набряку» (1934), «Патоморфологія алергічних процесів».

### Київська школа
Першу лекцію з патологічної анатомії прочитав професор Козлов Микола Іларіонович (1814—1889) Він впровадив гістохімічний аналіз для визначення сутності хвороботворних процесів, систематизував при Київському університеті колекцію 555 сухих і 684 консервованих у спирті мікропрепаратів, переданих із ліквідованої Віленської медико-хірургічної академії.
Мацон Юлій Іванович (1817—1885) започаткував систематичні автопсії, розвивав прозекторську справу в Києві, вперше в університетах України започаткував курс патогістологі — навчання студентів із використанням мікроскопу, займався вивченням патоморфологічних змін при запаленнях, захворюваннях нирок і печінки. Мінх Григорій Миколайович (1835—1896) довів факт у передаванні епідемічного поворотного тифу кровосисних комах, вивчав особливості перебігу і шляхи інфікування чуми, сибірки. Асоціація патологів України у 2002 році започаткувала вищу нагороду асоціації — медаль Г. М. Мінха. Володимир Костянтинович Високович (1854—1912) започаткував учення про захисну роль ретикуло-ендотеліальної системи (нині це термін система мононуклеарних фагоцитів), застосував масові щеплення проти черевного тифу тощо.

### Одеська школа
Першим директором і організатором кафедри патологічної анатомії у 1902 році, а з 1913 року — ректором Новоросійського університету за рекомендацією декана медичного факультету професор Підвисоцького В. В. був призначений вихованець Імператорського Московського Університету Кишенський Дмитро Павлович (1858—1933), він займався вивченням патологоанатомічних змін при правцеві, в тому числі — у новонароджених, бронхіальній астмі, чумі, холері.